# Битва за Хартум (2023–2025)
Битва за Харту́м, столицу Судана, является частью конфликта между сторонниками суданских генералов Абделя аль-Бурхана (де-факто главы Судана) и Мохаммеда Дагло (главы организации Силы быстрого реагирования (СБР)). Битва началась 15 апреля 2023 года, после того, как СБР, по их собственным заявлениям, захватили международный аэропорт Хартума, несколько военных баз и президентский дворец, начав серию столкновений, которые переросли в конфликт.
По сообщениям, напряжённость в Хартуме и Мерове возросла 13 апреля 2023 года, когда были мобилизованы силы СБР. Вооружённые силы Судана (ВСС) опубликовали заявление, в котором говорилось о вероятной «конфронтации между силами ВСС и СБР», которые порождают опасения по поводу более широкого конфликта. Вечером 14 апреля 2023 года СБР атаковали международный аэропорт Хартума, военную базу и президентский дворец. Боевые действия распространились из Хартума на его окрестности, в первую очередь, на город Омдурман.
К 21 апреля 2023 года в Хартуме было зарегистрировано от 100 до 200 подтверждённых случаев гибели гражданского населения; сообщалось, что некоторые из жертв были иностранцами.
26 марта 2025 года правительственные войска взяли Хартум под полный контроль.

## Начало боевых действий
15 апреля 2023 года в 9:30 по местному времени бойцы Сил быстрого реагирования (СБР) атаковали несколько военных городков в Хартуме. Столкновения распространились на мегаполисы Джабра, Кафури и Шамбат. Чиновники СБР заявили, что захватили аэропорт. Возле главного штаба и резиденции Бурхана была слышна стрельба. Верные Дагалу отряды укрепили свои позиции на аэродроме, а правительственные войска разместили бронетехнику у президентского дворца. Позже повстанцы сообщили о захвате президентской резиденции, однако власти это опровергли.
Через несколько часов после начала столкновений был отдан приказ об эвакуации мирных жителей, политиков и сотрудников посольства. Посольство США в Судане призвало своих граждан искать убежища, так как у дипломатов не было подробного плана эвакуации.
Во второй половине дня сообщалось о столкновениях с применением тяжёлого вооружения в южной и центральной частях Хартума. Тем временем сторонники Бурхана заявили, что отразили нападение на стадион «Спорт-сити». Следующие боестолкновения произошли на мосту через Белый Нил.
17 апреля 2023 года стрельба возобновилась. С севера и юга столицы шла тяжёлая артиллерия, шли бои у штаба армии. На следующий день в бой вступили авиация и силы обороны. В южной части столицы бои прекратились, но в центре, у президентского дворца и штаба армии, ещё шла перестрелка. Очередное прекращение огня было объявлено 19 апреля (с 18:00 по местному времени). Бои, в основном, утихли в районе аэропорта, и, напротив, усилились у президентского дворца, штаба армии и в районе Джабра на западе столицы. На следующий день в сторону столицы направились подкрепления для войск СБР, но сухопутные части ССС совместно с авиацией остановили продвижение противника.
21 апреля 2023 года особенно ожесточённые бои отмечались на дороге, ведущей в Порт-Судан, и в промзоне Аль-Башир. 22 апреля столкновения перекинулись из центра столицы на районы Хилат-Хамад, Хаджалы и Аркавит.

## Авиационные происшествия
По данным Flightradar24, в международном аэропорту Хартума были повреждены несколько самолётов авиакомпаний Saudia, Badr Airlines и SkyUp Airlines. Позже Саудовская Аравия подтвердила, что один из её самолётов попал под обстрел перед взлётом, и все пассажиры, экипаж и персонал были эвакуированы в посольство Саудовской Аравии. Компания вместе с EgyptAir приостановила все рейсы в Судан и из Судана. Среди повреждённых самолётов был борт Всемирной продовольственной программы, что, по данным организации, повлияло на возможность перемещения персонала и оказания помощи людям по всей стране.

## Потери
17 апреля 2023 года сторонники Бурхана сообщили о потерях 27 бойцов убитыми и 183 ранеными.
По состоянию на тот же день, в боях погибли 74 суданца.

## Гуманитарный кризис
Из-за боевых действий в Хартуме многие жители остались без электричества и воды в своих домах более чем на 48 часов, что усугубилось насилием, имевшим место во время месяца поста Рамадан. Из-за уличной стрельбы жители Хартума не могли пойти в магазин за продуктами. Больницам не хватало персонала и материалов из-за наплыва раненых. Тысячи людей покинули город, но многие пострадали от придорожных грабежей при бегстве.

## Cм. также
- Уничтожение самолётов в аэропорту Хартума (2023)
- Бои за Омдурман (2023)[бел.]